# Omega-6-fedtsyre
Omega-6-fedtsyre (også n-6 og ω-6) er betegnelsen for en familie af fedtsyrer som har det til fælles, at de har en dobbeltbinding på kulstofatom nummer seks fra kulbrinteenden, den position på kulbrintekæden som kaldes ω-6 (omega-6).
Omega-6-fedtsyrernes biologiske effekt skyldes hovedsageligt deres interaktion med omega-3-fedtsyrer.
Linolsyre (18:2), den korteste omega-6-fedtsyre, er en essentiel fedtsyre. Arakidonsyre (20:4) en fysiologisk vigtig omega-6-fedtsyre, da den bliver omdannet til prostaglandiner og andre fysiologisk betydningsfulde molekyler.
Medicinsk forskning tyder på at indtagelse af store mængder omega-6-fedtsyrer i forhold til omega-3-fedtsyrer øger risikoen for en række sygdomme og depression. Moderne vestlig kost har typisk et forhold af omega-6/omega-3 på 10 til 1, nogle steder op til 30 til 1. Det menes at det optimale forhold bør være 4 til 1, eller endnu lavere. 
Fødevarekilder til omega-6-fedtsyrer inkluderer:
- nødder
- kornprodukter
- fuldkornsbrød
- de fleste vegetabilske olier
- Æg og fjerkræ

## Forskellige omega-6-fedtsyrer
| Almindeligt navn       | Lipidnavn  | Kemisk navn                    |
| ---------------------- | ---------- | ------------------------------ |
| Linolsyre              | 18:2 (n-6) | 9,12-octadecadiensyre          |
| Gammalinolensyre       | 18:3 (n-6) | 6,9,12-octadecatriensyre       |
| Icosadiensyre          | 20:2 (n-6) | 11,14-eicosadiensyre           |
| Dihomogammalinolensyre | 20:3 (n-6) | 8,11,14-icosatriensyre         |
| Arakidonsyre           | 20:4 (n-6) | 5,8,11,14-icosatetraensyre     |
| Docosadiensyre         | 22:2 (n-6) | 13,16-docosadiensyre           |
| Docosatetraensyre      | 22:4 (n-6) | 7,10,13,16-docosatetraensyre   |
| Docosapentaensyre      | 22:5 (n-6) | 4,7,10,13,16-docosapentaensyre |
| Octadecatriensyre      | 18:3 (n-6) | 8E,10E,12Z-octadecatriensyre   |